# 图里罗格
图里罗格（俄语：Турий Рог），前稱沃羅涅日斯科耶（Воронежское），清代稱快當別，是俄罗斯滨海边疆区村庄。该村庄位于中俄边境旁，隔壁是中国黑龙江省鸡西市密山市当壁镇。

## 歷史及名稱
清朝時期，此地有一個叫「快当别」的村鎮，曾是中國領土，後依據1858年的《璦琿條約》和1860年《北京條約》，此地隨外東北一起被割讓給了俄羅斯。
1859年5月5日，沙俄中校康斯坦丁·布多戈斯基在圖爾河畔建立軍事哨所，為此村前身。1863年，這個哨所旁邊建立了一個名為「沃羅涅日」的村莊，後更名為「图里罗格」。沙俄探險家尼古拉·普热瓦利斯基於1867年進行南烏蘇里江地區探險時，認為图里罗格是整個南烏蘇里地區最好的定居點。
图里罗格曾經是一個高麗人和俄羅斯人混居的村莊。1937年秋，蘇聯將遠東高麗人集體流放到中亞，此後，這裏完全由俄羅斯人居住。